# Poa nepalensis
Poa nepalensis är en gräsart som först beskrevs av Nathaniel Wallich och August Heinrich Rudolf Grisebach, och fick sitt nu gällande namn av John Firminger Duthie. Poa nepalensis ingår i släktet gröen, och familjen gräs. Inga underarter finns listade i Catalogue of Life.